# دانيال أليخاندرو لوبيز
دانيال أليخاندرو لوبيز (بالإسبانية: Daniel-Alejandro Lopez)‏ مواليد 3 يوليو 1989 في أسونسيون، هو لاعب كرة مضرب باراغواياني ويحتل حالياً المرتبة رقم. 681 في تصنيف رابطة محترفي كرة المضرب. أعلى تصنيف له في الفردي كان المركز الـ 540 في سنة 2010. أعلى تصنيف له في الزوجي كان المركز الـ 322 في سنة 2011.

## روابط خارجية
- دانيال أليخاندرو لوبيز على موقع رابطة محترفي التنس (الإنجليزية)
- دانيال أليخاندرو لوبيز على موقع الاتحاد الدولي لكرة المضرب (الإنجليزية)
- دانيال أليخاندرو لوبيز على موقع خلاصة التنس.كوم (الإنجليزية)